# Bertula crucialis
Bertula crucialis là một loài bướm đêm trong họ Erebidae.